# Brendan Gan
Brendan Gan Seng Ling (Sydney, 3 giugno 1988) è un calciatore malaysiano, centrocampista del Kuala Lumpur e della Nazionale malaysiana.

## Biografia
È nato in Australia da padre malaysiano e madre australiana.

## Carriera

### Club
Ha iniziato la propria carriera in Australia, nelle file del Sutherland Sharks. L'11 luglio 2008 è passato al Sydney FC. Ha militato nelle file degli Sky Blues per tre stagioni, totalizzando 38 presenze e 5 reti in campionato. Il 3 luglio 2011 si è trasferito al Bonnyrigg White Eagles. Il 17 novembre 2011 è passato al Sabah, club malaysiano. Nel gennaio 2013 è tornato in Australia, al Rockdale City Suns. Nel novembre 2013 è tornato in Malaysia, trasferendosi al Kelantan. Nel dicembre 2017 è stato ingaggiato dal Perak. Il 1º dicembre 2019 è passato al Selangor. Il 1º febbraio 2024 ha lasciato il Selangor. Rimasto svincolato, il 1º aprile 2024 si è trasferito a parametro zero al Kuala Lumpur.

### Nazionale
Ha debuttato in Nazionale il 24 marzo 2016, in Arabia Saudita-Malaysia (2-0). Ha messo a segno la sua prima rete con la selezione malaysiana il 14 novembre 2019, in Malaysia-Thailandia (2-1), siglando il gol del momentaneo 1-1 al minuto 26 del primo tempo. Ha partecipato, con la selezione malaysiana, alla AFF Cup 2022 e alla Coppa d'Asia 2023. È sceso in campo, inoltre, nelle qualificazioni ai Mondiali 2018, 2022 e 2026, oltre che nelle qualificazioni alla Coppa d'Asia 2019.

## Statistiche

### Cronologia presenze e reti in nazionale
| Cronologia completa delle presenze e delle reti in nazionale ― Malaysia | Cronologia completa delle presenze e delle reti in nazionale ― Malaysia | Cronologia completa delle presenze e delle reti in nazionale ― Malaysia | Cronologia completa delle presenze e delle reti in nazionale ― Malaysia | Cronologia completa delle presenze e delle reti in nazionale ― Malaysia | Cronologia completa delle presenze e delle reti in nazionale ― Malaysia | Cronologia completa delle presenze e delle reti in nazionale ― Malaysia | Cronologia completa delle presenze e delle reti in nazionale ― Malaysia |
| Data                                                                    | Città                                                                   | In casa                                                                 | Risultato                                                               | Ospiti                                                                  | Competizione                                                            | Reti                                                                    | Note                                                                    |
| ----------------------------------------------------------------------- | ----------------------------------------------------------------------- | ----------------------------------------------------------------------- | ----------------------------------------------------------------------- | ----------------------------------------------------------------------- | ----------------------------------------------------------------------- | ----------------------------------------------------------------------- | ----------------------------------------------------------------------- |
| 24-3-2016                                                               | Gedda                                                                   | Arabia Saudita                                                          | 2 – 0                                                                   | Malaysia                                                                | Qual. Mondiali 2018                                                     | -                                                                       |                                                                         |
| 29-3-2016                                                               | Malacca                                                                 | Malaysia                                                                | 0 – 0                                                                   | Macao                                                                   | Amichevole                                                              | -                                                                       | 74’                                                                     |
| 2-6-2016                                                                | Johor Bahru                                                             | Malaysia                                                                | 3 – 0                                                                   | Timor Est                                                               | Qual. Coppa d'Asia 2019                                                 | -                                                                       | 84’                                                                     |
| 6-6-2016                                                                | Johor Bahru                                                             | Malaysia                                                                | 3 – 0                                                                   | Timor Est                                                               | Qual. Coppa d'Asia 2019                                                 | -                                                                       |                                                                         |
| 17-6-2016                                                               | Port Moresby                                                            | Papua Nuova Guinea                                                      | 2 – 0                                                                   | Malaysia                                                                | Amichevole                                                              | -                                                                       | 46’                                                                     |
| 22-6-2016                                                               | Nouméa                                                                  | Nuova Caledonia                                                         | 1 – 2                                                                   | Malaysia                                                                | Amichevole                                                              | -                                                                       | 56’                                                                     |
| 26-6-2016                                                               | Nadi                                                                    | Figi                                                                    | 1 – 1                                                                   | Malaysia                                                                | Amichevole                                                              | -                                                                       |                                                                         |
| 6-9-2016                                                                | Surakarta                                                               | Indonesia                                                               | 3 – 0                                                                   | Malaysia                                                                | Amichevole                                                              | -                                                                       | 15’                                                                     |
| 30-8-2019                                                               | Kuala Lumpur                                                            | Malaysia                                                                | 0 – 1                                                                   | Giordania                                                               | Amichevole                                                              | -                                                                       | 77’                                                                     |
| 5-9-2019                                                                | Giacarta                                                                | Indonesia                                                               | 2 – 3                                                                   | Malaysia                                                                | Qual. Mondiali 2022                                                     | -                                                                       |                                                                         |
| 10-9-2019                                                               | Kuala Lumpur                                                            | Malaysia                                                                | 1 – 2                                                                   | Emirati Arabi Uniti                                                     | Qual. Mondiali 2022                                                     | -                                                                       | 33’                                                                     |
| 5-10-2019                                                               | Kuala Lumpur                                                            | Malaysia                                                                | 6 – 0                                                                   | Sri Lanka                                                               | Amichevole                                                              | -                                                                       |                                                                         |
| 10-10-2019                                                              | Hanoi                                                                   | Vietnam                                                                 | 1 – 0                                                                   | Malaysia                                                                | Qual. Mondiali 2022                                                     | -                                                                       |                                                                         |
| 9-11-2019                                                               | Kuala Lumpur                                                            | Malaysia                                                                | 1 – 0                                                                   | Tagikistan                                                              | Amichevole                                                              | -                                                                       | 46’                                                                     |
| 14-11-2019                                                              | Kuala Lumpur                                                            | Malaysia                                                                | 2 – 1                                                                   | Thailandia                                                              | Qual. Mondiali 2022                                                     | 1                                                                       |                                                                         |
| 23-5-2021                                                               | Dubai                                                                   | Kuwait                                                                  | 4 – 1                                                                   | Malaysia                                                                | Amichevole                                                              | -                                                                       | 46’                                                                     |
| 28-5-2021                                                               | Riffa                                                                   | Bahrein                                                                 | 2 – 0                                                                   | Malaysia                                                                | Amichevole                                                              | -                                                                       | 63’                                                                     |
| 11-6-2021                                                               | Dubai                                                                   | Malaysia                                                                | 1 – 2                                                                   | Vietnam                                                                 | Qual. Mondiali 2022                                                     | -                                                                       | 86’                                                                     |
| 15-6-2021                                                               | Dubai                                                                   | Thailandia                                                              | 0 – 1                                                                   | Malaysia                                                                | Qual. Mondiali 2022                                                     | -                                                                       | 46’                                                                     |
| 22-9-2022                                                               | Chiang Mai                                                              | Thailandia                                                              | 1 – 1 (3 - 5 dtr)                                                       | Malaysia                                                                | Amichevole                                                              | -                                                                       |                                                                         |
| 25-9-2022                                                               | Chiang Mai                                                              | Malaysia                                                                | 0 – 0 (0 - 3 dtr)                                                       | Tagikistan                                                              | Amichevole                                                              | -                                                                       |                                                                         |
| 14-12-2022                                                              | Kuala Lumpur                                                            | Malaysia                                                                | 3 – 0                                                                   | Maldive                                                                 | Amichevole                                                              | -                                                                       | 70’                                                                     |
| 21-12-2022                                                              | Yangon                                                                  | Birmania                                                                | 0 – 1                                                                   | Malaysia                                                                | AFF Cup 2022 - Gironi                                                   | -                                                                       |                                                                         |
| 24-12-2022                                                              | Kuala Lumpur                                                            | Malaysia                                                                | 5 – 0                                                                   | Laos                                                                    | AFF Cup 2022 - Gironi                                                   | -                                                                       | 46’                                                                     |
| 27-12-2022                                                              | Hanoi                                                                   | Vietnam                                                                 | 3 – 0                                                                   | Malaysia                                                                | AFF Cup 2022 - Gironi                                                   | -                                                                       |                                                                         |
| 3-1-2023                                                                | Kuala Lumpur                                                            | Malaysia                                                                | 4 – 1                                                                   | Singapore                                                               | AFF Cup 2022 - Gironi                                                   | -                                                                       |                                                                         |
| 7-1-2023                                                                | Kuala Lumpur                                                            | Malaysia                                                                | 1 – 0                                                                   | Thailandia                                                              | AFF Cup 2022 - Semifinali                                               | -                                                                       |                                                                         |
| 10-1-2023                                                               | Rangsit                                                                 | Thailandia                                                              | 3 – 0                                                                   | Malaysia                                                                | AFF Cup 2022 - Semifinali                                               | -                                                                       | 82’                                                                     |
| 23-3-2023                                                               | Iskandar Puteri                                                         | Malaysia                                                                | 1 – 0                                                                   | Turkmenistan                                                            | Amichevole                                                              | -                                                                       | 73’                                                                     |
| 28-3-2023                                                               | Iskandar Puteri                                                         | Malaysia                                                                | 2 – 0                                                                   | Hong Kong                                                               | Amichevole                                                              | -                                                                       | 71’                                                                     |
| 6-9-2023                                                                | Chengdu                                                                 | Siria                                                                   | 2 – 2                                                                   | Malaysia                                                                | Amichevole                                                              | -                                                                       | 46’                                                                     |
| 9-9-2023                                                                | Chengdu                                                                 | Cina                                                                    | 1 – 1                                                                   | Malaysia                                                                | Amichevole                                                              | -                                                                       |                                                                         |
| 17-10-2023                                                              | Kuala Lumpur                                                            | Malaysia                                                                | 0 – 2                                                                   | Tagikistan                                                              | Amichevole                                                              | -                                                                       |                                                                         |
| 16-11-2023                                                              | Kuala Lumpur                                                            | Malaysia                                                                | 4 – 3                                                                   | Kirghizistan                                                            | Qual. Mondiali 2026                                                     | -                                                                       | 60’                                                                     |
| 21-11-2023                                                              | Taipei                                                                  | Taiwan                                                                  | 0 – 1                                                                   | Malaysia                                                                | Qual. Mondiali 2026                                                     | -                                                                       | 76’                                                                     |
| 8-1-2024                                                                | Doha                                                                    | Siria                                                                   | 2 – 2                                                                   | Malaysia                                                                | Amichevole                                                              | -                                                                       | 65’                                                                     |
| 25-1-2024                                                               | Al Wakrah                                                               | Corea del Sud                                                           | 3 – 3                                                                   | Malaysia                                                                | Coppa d'Asia 2023 - Gironi                                              | -                                                                       | 90+11’                                                                  |
| 21-3-2024                                                               | Mascate                                                                 | Oman                                                                    | 2 – 0                                                                   | Malaysia                                                                | Qual. Mondiali 2026                                                     | -                                                                       | 67’                                                                     |
| 26-3-2024                                                               | Kuala Lumpur                                                            | Malaysia                                                                | 0 – 2                                                                   | Oman                                                                    | Qual. Mondiali 2026                                                     | -                                                                       | 46’                                                                     |
| 6-6-2024                                                                | Bishkek                                                                 | Kirghizistan                                                            | 1 – 1                                                                   | Malaysia                                                                | Qual. Mondiali 2026                                                     | -                                                                       | 90+7’                                                                   |
| Totale                                                                  |                                                                         | Presenze                                                                | 41                                                                      |                                                                         | Reti                                                                    | 1                                                                       |                                                                         |

## Palmarès

### Club

#### Competizioni nazionali
- Campionato australiano di calcio: 1

Sydney FC: 2009-2010
- Coppa della Malaysia: 1

Perak: 2018